# ديريك بيل (ملحن)
ديريك بيل (بالإنجليزية: Derek Bell) هو زمّار وملحن بريطاني، ولد في 21 أكتوبر 1935 في بلفاست في المملكة المتحدة، وتوفي في 17 أكتوبر 2002 في فينيكس في الولايات المتحدة بسبب نوبة قلبية.

## وصلات خارجية
- ديريك بيل على موقع IMDb (الإنجليزية)
- ديريك بيل على موقع ميوزك برينز (الإنجليزية)
- ديريك بيل على موقع أول ميوزيك (الإنجليزية)
- ديريك بيل على موقع ديسكوغز (الإنجليزية)